# Bolitoglossa guaramacalensis
Bolitoglossa guaramacalensis är en groddjursart som beskrevs av Schargel, García-Pérez och Smith 2002. Bolitoglossa guaramacalensis ingår i släktet Bolitoglossa och familjen lunglösa salamandrar. IUCN kategoriserar arten globalt som sårbar. Inga underarter finns listade.